# Jan Persson
Jan Persson (* 22. Juli 1943 in Kopenhagen; † 15. November 2018) war ein dänischer Fotograf, der vor allem als Konzertfotograf bekannt wurde.

## Leben und Wirken
Persson war seit 1962 für dänische Zeitungen und Zeitschriften als Fotoreporter in und um Kopenhagen tätig. Bereits sehr früh begann er regelmäßig Konzerte zu fotografieren, neben denen mit amerikanischen Jazzstars auch solche von durchreisenden Beat- und Rockmusikgruppen. Seine Fotos wurden von dänischen Blättern wie Politiken, Berlingske oder Ekstra Bladet ebenso gedruckt wie in den Fachmagazinen Jazz Special, Melody Maker oder Down Beat. Zudem erschienen sie auf den Covern oder Beiheften von mehr als 1000 LPs oder CDs.
Persson veröffentlichte bereits 1965 gemeinsam mit Børge Roger-Henrichsen Af jazzens billedbog mit eigenen Bildern, dem 1996 sein Fotoband Jazz Portraits folgte. Mit Torben Bille legte er 2008 den Band Midt i en Beattid (»The World’s Greatest Rock Stars in Denmark 1964-74«) vor, mit Mia Fuglsang Holm 2011 das Buch Musical Portraits. Seit 1990 stellte er seine Fotos auch in zahlreichen Einzelausstellungen aus, 2014 auch im Rahmen der Jazzahead.
Seine Bilder wurden auch in den Biographien von Niels-Henning Ørsted Pedersen, Erik Moseholm und in weiteren dänischen Jazzbüchern sowie in Images of the Blues (von Lee Tanner & Lee Hildebrand, 1998) verwendet. Über 15.000 seiner Aufnahmen befinden sich als Vorlass im Forschungsarchiv der Universität Aalborg.
2004 wurde Persson mit dem Ben Webster Prize ausgezeichnet. JazzDanmark ehrte ihn 2009 mit dem Jazzformidlerpris (The Jazz Communicator Award). 2014 erhielt er in Bremen den jazzahead!-Škoda-Award.
Persson starb im November 2018 im Alter von 75 Jahren an den Folgen einer Krebserkrankung.

## Belege
1. ↑  Fotografen Jan Persson modtager jazzformidlerprisen | JazzDanmark, Jazzdanmark.dk 19. September 2009, abgerufen am 16. Oktober 2017
2. ↑  Death of an iconic music photographer, 75, slippedisc.com, abgerufen am 17. November 2018

| Personendaten    | Personendaten      |
| ---------------- | ------------------ |
| NAME             | Persson, Jan       |
| KURZBESCHREIBUNG | dänischer Fotograf |
| GEBURTSDATUM     | 22. Juli 1943      |
| GEBURTSORT       | Kopenhagen         |
| STERBEDATUM      | 15. November 2018  |